# 哈特内
50°21′15″N 30°22′30″E / 50.35417°N 30.37500°E

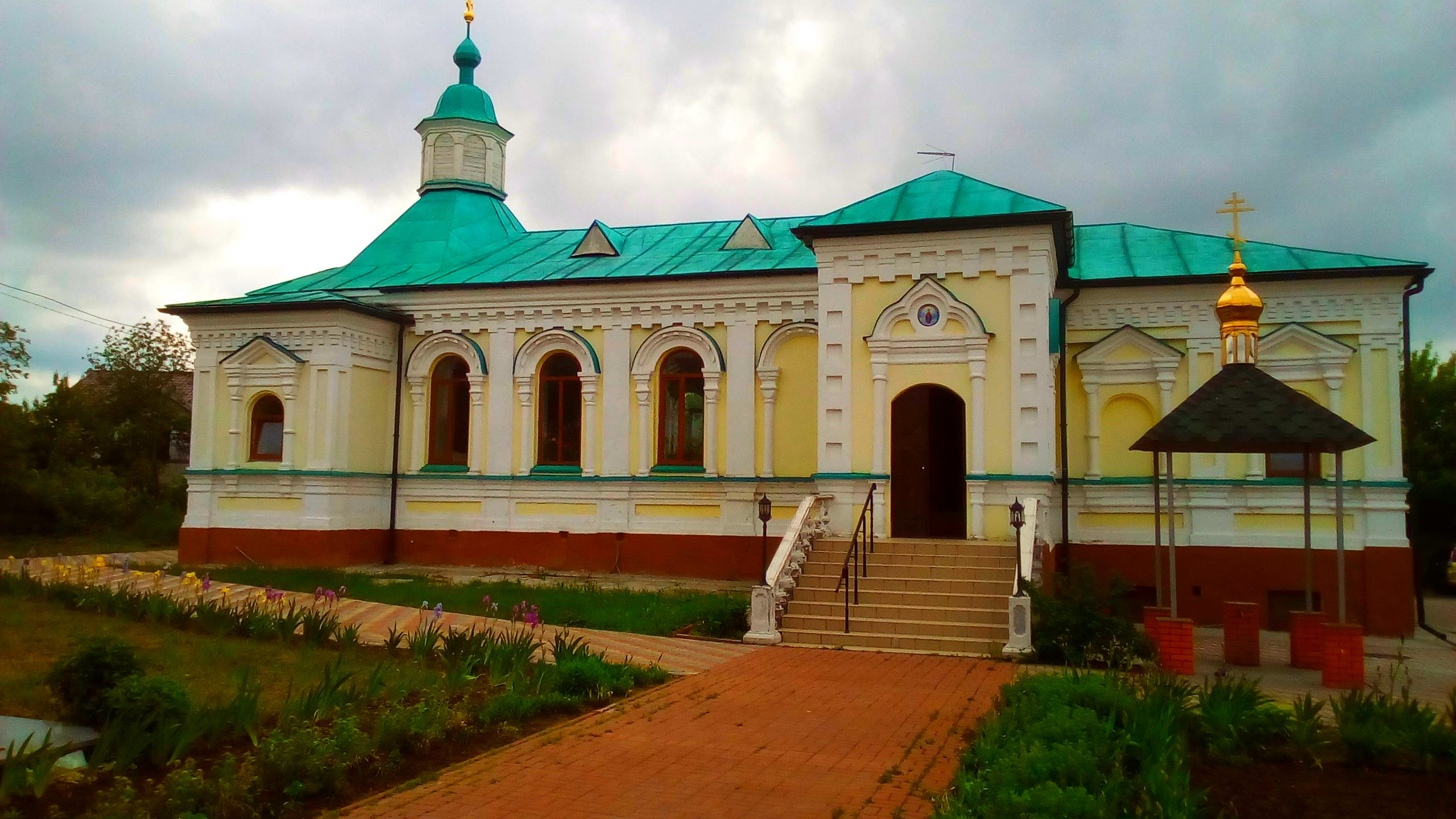
教堂

哈特內（羅馬化：Hatne）是位於烏克蘭北部的村莊，由基辅州法斯蒂夫區的哈特內市鎮負責管轄。該村始建於1169年，面積2.88平方公里，海拔高度152米，2001年人口3,087，人口密度每平方公里1,072人。